# Koji Ezumi
Koji Ezumi (江角 浩司 Ezumi Koji?), född 18 december 1978 i Shimane prefektur, är en japansk fotbollsspelare.
Ezumi började sin karriär 2002 i Oita Trinita. 2006 flyttade han till Omiya Ardija. Han spelade 117 ligamatcher för klubben. Efter Omiya Ardija spelade han för Kataller Toyama. Han avslutade karriären 2016.